# NGC 1278
NGC 1278 是英仙座的一個星系。威廉·赫歇爾於1786年10月17日發現NGC 1278星系。